# Muscidifurax raptoroides
Muscidifurax raptoroides är en stekelart som beskrevs av Marcos Kogan och Legner 1970. Muscidifurax raptoroides ingår i släktet Muscidifurax och familjen puppglanssteklar.
Artens utbredningsområde är Costa Rica. Inga underarter finns listade i Catalogue of Life.